# Sergio Vila-Sanjuán Robert
Sergio Vila-Sanjuán Robert (Barcelona 1957) és un escriptor i periodista català. És guanyador del Premi Nadal de 2013 amb la novel·la titulada Estaba en el aire, ambientada a la Barcelona de la dècada de 1960, on es fan reflexions sobre temes com la immigració o el naixement de nous mitjans de comunicació com el diari Tele/exprés i s'articula a partir d'uns personatges que participen en el programa de ràdio històric Rinomicina le busca, de Radio Nacional de España, en què els oients buscaven gent que s'havia perdut.
Sergio Vila-Sanjuán és un expert en el món de la cultura, cobreix la informació dedicada a l'art i la literatura des de 1977 primer als diaris ja desapareguts El Correo Catalán i El Noticiero Universal i, des de 1997, a La Vanguardia. És coordinador del suplement "Cultura/s" del diari La Vanguardia i el 2020 se li va concedir el Premio Nacional de Periodismo Cultural del Ministeri de Cultura i Esport espanyol.

## Obres
Ha publicat diversos llibres, normalment relacionats amb el món de la literatura i el periodisme. La seva primera novel·la es va titular Una heredera de Barcelona (2010), publicada per l'editorial Destino.
Altres llibres són Pasando página: autores y editores en la España democrática" (Destino, 2003), Guia de la Fira de Frankfurt per a catalans no del tot informats (La Magrana, 2007) i Código best seller (Temas de Hoy, 2011).
També ha escrit sobre pintura figurativa contemporània i va ser autor de la primera monografia dedicada al pintor Miquel Barceló (Àmbit, 1984). El 1999 va dirigir el volum col·lectiu Realismo en Cataluña (Lunwerg).
El 2004 va escriure el volum recopilatori titulat Crónicas culturales (De Bolsillo). Vila-Sanjuán va ser comissari de l'Any del Llibre i la Lectura de Barcelona el 2005 i va dirigir, amb el també periodista Sergi Doria, el llibre Passejades per la Barcelona literària (Grup 62, 2005). El 2015 ingressà a l'Acadèmia de Bones Lletres de Barcelona.

## Llibres publicats
- Pasando página: autores y editores en la España democrática (Barcelona: Destino, 2003)
- Crónicas culturales (Barcelona: De Bolsillo, 2004)
- Guia de la Fira de Frankfurt per a catalans no del tot informats (Barcelona: La Magrana, 2007)
- Una heredera de Barcelona (Barcelona: Destino, 2010)
- Código best seller (Barcelona: Temas de Hoy, 2011)
- Estaba en el aire (Barcelona: Destino, 2013)
- Otra Cataluña (Barcelona: Destino, 2018)
- Por qué soy monárquico (Barcelona: Destino, 2020)